# Дети природы (фильм, 1999)
«Дети природы» (фр. Les Enfants du marais) — французский драматический фильм 1999 года режиссёра Жана Беккера.

## Сюжет
Однажды демобилизованный солдат Первой мировой войны Гаррис забрёл в дом 92-летнего старика недалеко от реки Луары и попросился на ночлег. Хозяин дома радушно принял его. Узнав, что у Гарриса нет никого из близких, старик позволил ему здесь жить и, предчувствуя скорую смерть, завещал солдату дом. Наутро хозяин умирает. В этот момент в дом приходит его сосед, Ритон, пожаловаться на то, что от него ушла любимая жена Памела. Гаррис сообщает Ритону, что старик тоже ушёл. 
Прошли годы. Ритон обзавёлся новой женой. У него родились трое детей: два мальчика и младшая дочь Кри Кри. Гаррис стал его лучшим другом. Вдвоём они занимаются случайными заработками, в основном, сезонной работой. Несмотря на это, Ритон до сих пор тяжело переживает разрыв с Памелой и находит утешение в алкоголе. 
Неуклюжий, рассеянный, не знающий хороших манер Ритон приносит Гаррису немало хлопот и проблем. Так в одной таверне изрядно выпивший Ритон путает с Памелой девушку знаменитого боксёра Джо Сарди и начинает к ней приставать. Увидевший это Сарди устраивает драку. Гаррис успевает спасти друга, а Джо в ярости громит таверну. За эту выходку он попадает в тюрьму на несколько месяцев. Его жизнь летит под откос: он лишается боксёрской лицензии, от него уходит девушка. Во всех своих бедах Джо обвиняет Ритона и клянётся отомстить. 
Лето Гаррис и Ритон частично проводят у своего друга Амадея, чудаковатого любителя джаза и классической литературы. Они помогают ему в ведении хозяйства у него на даче. Потом Амадей едет к ним, помогает собирать улиток и проводит с ними некоторое время. 
По соседству с Ритоном и Гаррисом иногда появляется пожилой промышленник Пепе по прозвищу "лягушатник". Он родился в этих местах, прожил там сорок лет и получил известность как непревзойдённый ловец лягушек. В народе о нём пошла молва, что он поедает лягушек живыми. Пепе хорошо был знаком с умершим хозяином дома Гарриса. Когда он собирался уехать в город открывать своё дело, старик осудил его погоню за деньгами и сказал, что Пепе не сможет забыть родные места. 
Спустя время уже овдовевший Пепе живëт в городе со своей дочерью, зятем и внуком Пьеро. Он тоскует по жизни на пруду и время от времени приезжает в дом детства с Пьеро, невзирая на протесты дочери, которой городская жизнь круто испортила характер. Однажды Пепе демонстрирует соседям свои навыки ловли лягушек. Ритон пытается уточнить, сколько штук наловил "лягушатник", но выясняется, что Пепе до сих пор не умеет считать. За него это всегда делала супруга. Кри кри и Пьеро проводят большую часть времени вдвоём. Девочка чувствует, что влюбляется в него. 
Пора влюблённости не миновала и Гарриса. Однажды,продавая улиток, он встретил служанку по имени Мари, с которой виделся ранее в городе. Она даже приезжала к нему. В момент разлуки с ней Гаррис был готов бросить надоедливого Ритона и уехать к Мари. Однако оставить друга ему не хватило сил. Приехав по адресу, где служила Мари, он узнаёт от другой прислуги, что девушка уехала с хозяевами в Ниццу и там вышла замуж. 
Каждый раз,когда Пепе и Пьеро возвращаются домой, старика отчитывает дочь за времяпровождения на природе, а его друзья - это для неё люди второго сорта, как и для её мужа. Чтобы доказать им обратное, Пепе отправляет на имя Ритона чек на тысячу франков. Обрадовавшийся Ритон собирается их потратить, но Гаррис убеждает друга в том, что нужно сохранять гордость. Они вдвоём идут к Пепе и в присутствии его зятя возвращают деньги. Пепе, который ожидал именно этого, демонстрирует высокомерному и меркантильному зятю пример сильного характера бедных деревенских мужчин. 
Наступает зима. Джо Сарди освобождается из тюрьмы и отправляется на поиски Ритона. В рождественский вечер он сталкивается со своим врагом, который подрабатывал Санта-Клаусом в городе. Но Ритон ускользает от него. Тогда Джо выясняет, что последнюю работу Ритон получил благодаря Пепе. Бывший боксёр спешит туда и встречает зятя Пепе, который, в отместку тестю, с удовольствием выдаёт ему место жительства Ритона. Пепе, узнав о случившемся, спешит на помощь по заснеженной улице к своим друзьям, но умирает по дороге от сердечного приступа. Гаррис в память о нём вырезает из дерева лягушку и дарит Пьеро. 
Джо настигает Ритона, ловившего рыбу, и собирается застрелить. Но жизнь отца спасает Кри Кри, столкнув Джо в воду. Ритон и подоспевший Гаррис спасают жизнь неудачному мстителю. Во время спасения Ритон ломает ногу и попадает в больницу. Едва выживший Джо интересуется у Гарриса его здоровьем, просит его отблагодарить за спасение и передать, что сделает для него всё. 
Проходит ещё несколько лет. Постаревшая Кри Кри, от которой ведётся повествование, рассказывает судьбу героев. Джо вернулся в бокс в качестве тренера, а Ритон получил работу спортивного менеджера. Они крепко сдружились и умерли в один день во время бомбардировки. Кри Кри вышла замуж за Пьеро, который стал известным врачом. Он всегда носил с собой лягушку Гарриса. Гаррис в один прекрасный день ушёл из дома и так и не вернулся. Кри Кри уверена, что он дошёл до Ниццы и выкрал свою любимую Мари. А её родной пруд осушили и построили на его месте город. Свой рассказ она завершает мыслью: хочется, чтобы некоторые моменты в жизни длились вечно. 
Гарриса

## В ролях
- Жак Вильре — Ритон
- Жак Гамблен — Гаррис
- Андре Дюссолье — Амадей
- Мишель Серро — Пепе-Лягушатник
- Изабель Карре — Мари
- Жак Дюфило — старик
- Эрик Кантона — Джо Сарди

## Фестивали и награды
Фильм участвовал в кинофестивалях и получал награды.